# Hendra Setyo Nugroho
Hendra Setyo Nugroho (* 2. Januar 1989 in Sragen) ist ein indonesischer Badmintonspieler. 

## Karriere
Hendra Setyo Nugroho startet seit 2006 auf internationaler Ebene, konnte jedoch erst 2011 erste Podestplätze erkämpfen. So wurde er bei den Vietnam International 2011 Dritter im Herrendoppel mit Andhika Anhar. Beim Smiling Fish 2011 wurde er in der gleichen Disziplin Zweiter, diesmal jedoch mit Tri Kusuma Wardana an seiner Seite.

## Referenzen
- http://www.pb-pbsi.org/app/profile/playerProfile.aspx?/000004354
- https://www.tournamentsoftware.com/profile/default.aspx?id=A262F924-49BD-49B1-A1E8-2DB1DBB47357

| Personendaten    | Personendaten                  |
| ---------------- | ------------------------------ |
| NAME             | Nugroho, Hendra Setyo          |
| KURZBESCHREIBUNG | indonesischer Badmintonspieler |
| GEBURTSDATUM     | 2. Januar 1989                 |
| GEBURTSORT       | Sragen                         |